# Deutsche Fußballmeisterschaft 1961/62
Aufgrund der bevorstehenden Fußball-Weltmeisterschaft in Chile wurden die Gruppenspiele der Endrunde um die deutsche Fußballmeisterschaft 1962 wieder in einer Einfachrunde ausgetragen. Jedes Team hatte ein Heimspiel, ein Auswärtsspiel und ein Spiel auf neutralem Boden.

## Teilnehmer

### Teilnehmer an der Qualifikationsrunde
| Werder Bremen | → Zweiter der Oberliga Nord 1961/62 |
| FC Schalke 04 | → Zweiter der Oberliga West 1961/62 |

### Teilnehmer an der Endrunde
| Hamburger SV            | → Meister der Oberliga Nord 1961/62       |
| SC Tasmania 1900 Berlin | → Meister der Vertragsliga Berlin 1961/62 |
| 1. FC Köln              | → Meister der Oberliga West 1961/62       |
| Borussia Neunkirchen    | → Meister der Oberliga Südwest 1961/62    |
| FK Pirmasens            | → Zweiter der Oberliga Südwest 1961/62    |
| 1. FC Nürnberg          | → Meister der Oberliga Süd 1961/62        |
| Eintracht Frankfurt     | → Zweiter der Oberliga Süd 1961/62        |
| FC Schalke 04           | → Sieger der Qualifikationsrunde          |

## Qualifikationsrunde
| Datum                                                     |               | Ergebnis             |               | Stadion                        |
| --------------------------------------------------------- | ------------- | -------------------- | ------------- | ------------------------------ |
| 14. April 1962                                            | FC Schalke 04 | 4:1 n. V. (1:1, 0:0) | Werder Bremen | Hannover, Niedersachsenstadion |
| damit war der FC Schalke 04 für die Endrunde qualifiziert |               |                      |               |                                |

## Vorrunde

### Gruppe 1
| Datum          |                         | Ergebnis  |                         | Stadion                               |
| -------------- | ----------------------- | --------- | ----------------------- | ------------------------------------- |
| 21. April 1962 | SC Tasmania 1900 Berlin | 1:2 (1:2) | 1. FC Nürnberg          | Berlin, Olympiastadion                |
| 23. April 1962 | FC Schalke 04           | 3:2 (0:1) | Borussia Neunkirchen    | Dortmund, Stadion Rote Erde           |
| 28. April 1962 | 1. FC Nürnberg          | 3:2 (0:2) | Borussia Neunkirchen    | Ludwigshafen am Rhein, Südweststadion |
| 28. April 1962 | SC Tasmania 1900 Berlin | 1:1 (0:0) | FC Schalke 04           | Köln, Müngersdorfer Stadion           |
| 05. Mai 1962   | 1. FC Nürnberg          | 3:1 (2:1) | FC Schalke 04           | Nürnberg, Städtisches Stadion         |
| 05. Mai 1962   | Borussia Neunkirchen    | 0:1 (0:0) | SC Tasmania 1900 Berlin | Saarbrücken, Ludwigsparkstadion       |

#### Abschlusstabelle
| Pl. | Verein                  | Sp. | S | U | N | Tore    | Quote | Punkte |
| --- | ----------------------- | --- | - | - | - | ------- | ----- | ------ |
| 1.  | 1. FC Nürnberg          | 3   | 3 | 0 | 0 | 008:400 | 2,00  | 06:0   |
| 2.  | SC Tasmania 1900 Berlin | 3   | 1 | 1 | 1 | 003:300 | 1,00  | 03:30  |
| 3.  | FC Schalke 04           | 3   | 1 | 1 | 1 | 005:600 | 0,83  | 03:30  |
| 4.  | Borussia Neunkirchen    | 3   | 0 | 0 | 3 | 004:700 | 0,57  | 0:60   |

### Gruppe 2
| Datum          |                     | Ergebnis    |                     | Stadion                               |
| -------------- | ------------------- | ----------- | ------------------- | ------------------------------------- |
| 21. April 1962 | Eintracht Frankfurt | 1:3 (1:1)   | 1. FC Köln          | Frankfurt, Waldstadion                |
| 21. April 1962 | FK Pirmasens        | 3:6 (2:3)   | Hamburger SV        | Ludwigshafen am Rhein, Südweststadion |
| 28. April 1962 | 1. FC Köln          | 1:0 (0:0)   | Hamburger SV        | Hannover, Niedersachsenstadion        |
| 28. April 1962 | Eintracht Frankfurt | 8:1 (4:0)   | FK Pirmasens        | Stuttgart, Neckarstadion              |
| 05. Mai 1962   | 1. FC Köln          | 10:0 (3:0)0 | FK Pirmasens        | Köln, Müngersdorfer Stadion           |
| 05. Mai 1962   | Hamburger SV        | 1:2 (1:2)   | Eintracht Frankfurt | Hamburg, Volksparkstadion             |

#### Abschlusstabelle
| Pl. | Verein              | Sp. | S | U | N | Tore    | Quote | Punkte |
| --- | ------------------- | --- | - | - | - | ------- | ----- | ------ |
| 1.  | 1. FC Köln          | 3   | 3 | 0 | 0 | 014:100 | 14,00 | 06:0   |
| 2.  | Eintracht Frankfurt | 3   | 2 | 0 | 1 | 011:500 | 2,20  | 04:20  |
| 3.  | Hamburger SV        | 3   | 1 | 0 | 2 | 007:600 | 1,17  | 02:40  |
| 4.  | FK Pirmasens        | 3   | 0 | 0 | 3 | 004:240 | 0,17  | 0:60   |

## Finale
| 1. FC Köln                                       | 1. FC Köln | 1. FC Nürnberg | 1. FC Nürnberg |
| ------------------------------------------------ | --- | --- | -------------- |
| 1. FC Köln                                       | \| Samstag, 12. Mai 1962 in Berlin (Olympiastadion) \| \| Ergebnis: 4:0 (2:0) \| \| Zuschauer: 82.700 \| \| Schiedsrichter: Albert Dusch (Kaiserslautern) \|                                                           | \| Samstag, 12. Mai 1962 in Berlin (Olympiastadion) \| \| Ergebnis: 4:0 (2:0) \| \| Zuschauer: 82.700 \| \| Schiedsrichter: Albert Dusch (Kaiserslautern) \|                                                   | 1. FC Nürnberg |
| 1. FC Köln                                       | Fritz Ewert; Fritz Pott, Karl-Heinz Schnellinger; Matthias Hemmersbach, Leo Wilden, Hans Sturm; Karl-Heinz Thielen, Ernst-Günter Habig, Christian Müller, Hans Schäfer, Christian Breuer Cheftrainer: Zlatko Čajkovski | Roland Wabra; Paul Derbfuß, Helmut Hilpert; Josef Zenger, Ferdinand Wenauer, Stefan Reisch; Gustav Flachenecker, Max Morlock, Heinz Strehl, Reinhold Gettinger, Richard Albrecht Cheftrainer: Herbert Widmayer | 1. FC Nürnberg |
| 1. FC Köln                                       | 1:0 Schäfer (22.) 2:0 Habig (26.) 3:0 Habig (49.) 4:0 Pott (71.) | | 1. FC Nürnberg |
| Samstag, 12. Mai 1962 in Berlin (Olympiastadion) | | |                |
| Ergebnis: 4:0 (2:0)                              | | |                |
| Zuschauer: 82.700                                | | |                |
| Schiedsrichter: Albert Dusch (Kaiserslautern)    | | |                |